# David Gallardo
Jonathan David Gallardo (Las Parejas, Santa Fe, Argentina, 28 de febrero de 1997) es un futbolista profesional argentino que juega como centrocampista para Agropecuario de la Primera B Nacional.

## Trayectoria
Nacido y criado en Cañada de Gomez, donde compartió vestuarios con ML4 (Mauro Gabriel Lembo) en las inferiores de ADEO.
Gallardo comenzó su carrera con Sportivo Las Parejas jugando para la primera a los dieciséis años, llegando a jugar cinco partidos en el Torneo Argentino B entre la temporada 2013 y 2014 dónde en un encuentro ante Sol de Mayo de Formosa fue injustamente expulsado por el siempre polémico referí cañadense Leandro Bottoni. En enero de 2014, Gallardo tuvo pruebas en el fútbol chileno. El club dueño de su pase ascendió en el 2015 mientras Gallardo estuvo a préstamo en Primera División, en Unión Santa Fe, donde formaba parte del plantel de reserva. Siete goles, incluyendo dos contra Gimnasia y Esgrima, en sesenta y cuatro partidos con Sportivo Las Parejas en todas las  competiciones desde la temporada el 2016, 2016–17 y 2017–18.
Después de la temporada 2018–19, Gallardo se fue a préstamo para disputar la Primera B Nacional en  Villa Dálmine. Su contrato con Villa Dálmine lo llevó a disputar el 28 de julio por la Copa Argentina un encuentro con River Plate, el cual precedió su debut de liga en septiembre versus Chacarita. Permaneció para la temporada 2019–20 en Dalmine, donde llegó a jugar en total veintiséis partidos. Regrese a Sportivo Las Parejas el 30 de junio de 2020.
En julio de 2023, reforzó a Guaraní, de la Primera División de Paraguay, a préstamo de Sarmiento (J), Hasta diciembre de 2024.

## Estadísticas
Actualizado al 28 de octubre de 2024

| Sportivo Las Parejas Argentina | 3.ª           | 2015          | 0   | 0  | 0  | 0 | 0 | 0 | 0   | 0  | 0    |
| Sportivo Las Parejas Argentina | Total         | Total         | 0   | 0  | 0  | 0 | 0 | 0 | 0   | 0  | 0    |
| Unión Santa Fe Argentina | 1.ª           | 2015          | 0   | 0  | 0  | 0 | 0 | 0 | 0   | 0  | 0    |
| Unión Santa Fe Argentina | Total         | Total         | 0   | 0  | 0  | 0 | 0 | 0 | 0   | 0  | 0    |
| Sportivo Las Parejas Argentina | 3.ª           | 2016          | 9   | 1  | 2  | 0 | 0 | 0 | 9   | 1  | 0.11 |
| Sportivo Las Parejas Argentina | 3.ª           | 2016–17       | 22  | 2  | 3  | 1 | 0 | 0 | 25  | 3  | 0.12 |
| Sportivo Las Parejas Argentina | 3.ª           | 2017–18       | 28  | 3  | 2  | 0 | 0 | 0 | 30  | 3  | 0.1  |
| Sportivo Las Parejas Argentina | Total         | Total         | 59  | 6  | 7  | 1 | 0 | 0 | 66  | 7  | 0.11 |
| Villa Dálmine Argentina | 2.ª           | 2018-19       | 9   | 0  | 2  | 0 | 0 | 0 | 11  | 0  | 0    |
| Villa Dálmine Argentina | 2.ª           | 2019-20       | 15  | 0  | 0  | 0 | 0 | 0 | 15  | 0  | 0    |
| Villa Dálmine Argentina | Total         | Total         | 24  | 0  | 2  | 0 | 0 | 0 | 26  | 0  | 0    |
| Tigre Argentina | 2.ª           | 2020          | 2   | 0  | 0  | 0 | 4 | 0 | 6   | 0  | 0    |
| Tigre Argentina | Total         | Total         | 2   | 0  | 0  | 0 | 4 | 0 | 6   | 0  | 0    |
| Ferro Argentina | 2.ª           | 2021          | 36  | 4  | 0  | 0 | — | — | 36  | 4  | 0.11 |
| Ferro Argentina | Total         | Total         | 36  | 4  | 0  | 0 | 0 | 0 | 36  | 4  | 0.11 |
| Sarmiento Argentina | 1.ª           | 2022          | 19  | 4  | 1  | 0 | — | — | 20  | 4  | 0.2  |
| Sarmiento Argentina | 1.ª           | 2023          | 6   | 0  | 0  | 0 | — | — | 6   | 0  | 0    |
| Sarmiento Argentina | Total club    | Total club    | 25  | 4  | 1  | 0 | 0 | 0 | 26  | 4  | 0.15 |
| Guaraní Paraguay | 1.ª           | 2023          | 14  | 0  | 0  | 0 | 2 | 0 | 16  | 0  | 0    |
| Guaraní Paraguay | Total         | Total         | 14  | 0  | 0  | 0 | 2 | 0 | 16  | 0  | 0    |
| Sarmiento Argentina | 1.ª           | 2024          | 4   | 0  | 7  | 0 | — | — | 11  | 0  | 0    |
| Sarmiento Argentina | Total         | Total         | 4   | 0  | 7  | 0 | 0 | 0 | 11  | 0  | 0    |
| Ferro Argentina | 2.ª           | 2024          | 9   | 0  | 0  | 0 | — | — | 9   | 0  | 0    |
| Ferro Argentina | Total         | Total         | 9   | 0  | 0  | 0 | 0 | 0 | 9   | 0  | 0    |
| Total carrera | Total carrera | Total carrera | 163 | 10 | 17 | 1 | 6 | 0 | 186 | 11 | 0.06 |
| (1) La copa nacional se refiere a la Copa Argentina y Supercopa Argentina. (2) La copa internacional se refiere a la Copa Sudamericana, Recopa Sudamericana, Copa Libertadores y Copa Suruga Bank. |               |               |     |    |    |   |   |   |     |    |      |